# Cinzano (municipi)
Cinzano és un comune (municipi) de la ciutat metropolitana de Torí, a la regió italiana del Piemont, situat a uns 15 quilòmetres a l'est de Torí. A 1 de gener de 2019 la seva població era de 330 habitants.
Cinzano limita amb els següents municipis: Casalborgone, Rivalba, Sciolze, Berzano di San Pietro i Moncucco Torinese.